# Petru Patron
Petru Patron (n. 3 iulie 1935 – d. 31 iulie 2018) a fost un agronom moldovean, specialist în legumicultură, care a fost ales ca membru corespondent al Academiei de Științe a Moldovei.